# Långsbergssjöarna (södra)
Långsbergssjöarna är en sjö i Lilla Edets kommun i Bohuslän och ingår i Göta älvs huvudavrinningsområde.
Den ingår tillsammans med den andra av Långsbergssjöarna i Långsbergens naturreservat.